# مياه مزارع

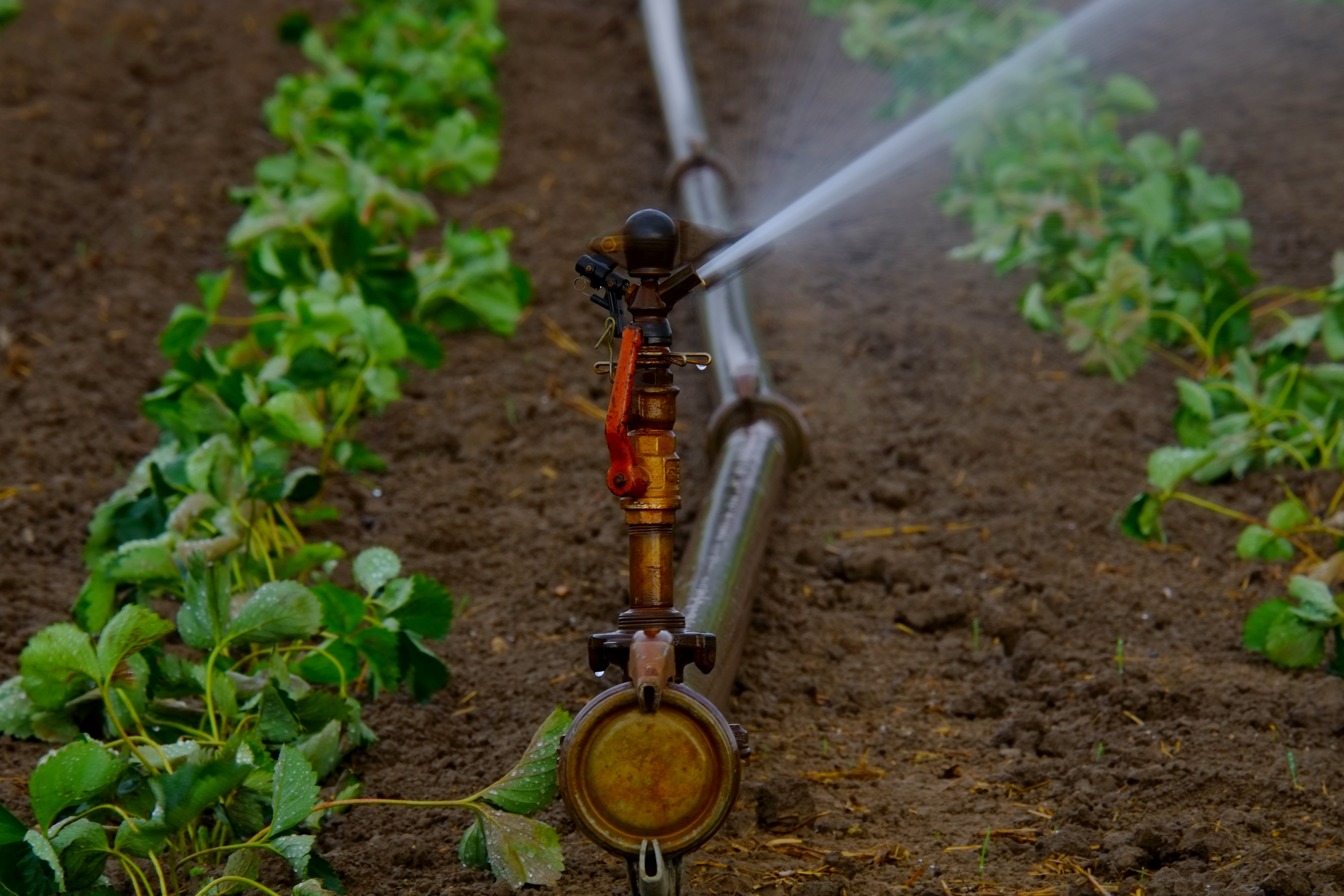

مياه المزارع، وتعرف أيضًا باسم المياه الزراعية، هي المياه التي تستخدم في إنتاج الأغذية والألياف. وبشكل عام، تستخدم نسبة 70 في المائة من المياه العذبة المستخرجة من الأنهار والمياه الجوفية لإنتاج الأغذية وغيرها من المنتجات الزراعية. قد تشمل مياه المزارع المياه المستخدمة في ري المحاصيل، والمياه المستخدمة لتسريب الأملاح الضارة من الحقول الزراعية والمياه المستخدمة للإدارة البيئية.

## ندرة المياه في الزراعة
في هذا التوقيت، كان هناك أقل من نصف العدد الحالي للسكان على كوكب الكرة الأرضية. ولم يكن السكان أثرياء كما هم اليوم، وكانوا يستهلكون سعرات حرارية أقل ويأكلون كميات أقل من اللحوم، ولذا كانت حاجتهم للماء قليلة لإنتاج طعامهم. فقد كانوا يحتاجون فقط إلى ثلث حجم الماء الذي نستهلكه حاليًا من الأنهار. أما اليوم، فقد أصبحت المنافسة على الموارد المائية أكثر شدة. وذلك لأن هناك الآن ما يقرب من سبعة مليارات نسمة على كوكب الأرض، تزداد حاجتهم إلى استهلاك الماء لإنتاج اللحوم والخضروات باستمرار، بالإضافة إلى زيادة التنافس على الماء من خلال الجهات العاملة في الصناعة والتمدد الحضري ومحاصيل الوقود الحيوي. ولتجنب أزمة الماء العالمية، يجب أن يحرص المزارعون على زيادة الإنتاجية لتلبية الطلب المتزايد على الغذاء، بينما تعمد الصناعة والمدن إلى إيجاد طرق لاستخدام الماء بشكل أكثر كفاءة.
يعتمد نجاح الزراعة على حصول المزارعين على ماء كافٍ. بيد أن ندرة الماء تشكل بالفعل قيدًا خطيرًا على الزراعة في أجزاء كثيرة من العالم. ويُعتبر الماء نادرًا ماديًا عندما لا يوجد ما يكفي من الماء لتلبية جميع المطالب، بما في ذلك ما تحتاجه النظم البيئية للعمل بفعالية. وكثيرًا ما تعاني المناطق القاحلة من ندرة الماء المادية. ويحدث ذلك أيضًا حيث يبدو الماء وفيرًا لكن مع الإفراط في استخدام هذه الموارد. ويمكن أن يحدث ذلك عندما تكون هناك تنمية مفرطة للبنية التحتية الهيدروليكية، وتكون عادةً لأغراض هندسة الري. وتشمل الأعراض المادية لندرة الماء التدهور البيئي وتناقص المياه الجوفية. وفي الوقت نفسه، تحدث الندرة الاقتصادية نتيجة نقص الاستثمار في الموارد المائية أو عدم كفاية القدرات البشرية لتلبية الطلب على الماء. وتشمل أعراض ندرة الماء الاقتصادية عدم وجود البنية التحتية؛ مما يدفع السكان في كثير من الأحيان لجلب الماء من الأنهار للاستخدامات المنزلية والزراعية. ويعيش نحو 2.8 مليار شخص حاليًا في مناطق تعاني من ندرة الماء.